# Philippe de Cabanes
Philippe de Cabanes   (1699 - Madrid, 1780), senyor de Luttange, fou un militar d'origen francès al servei del rei d'Espanya. Tenia les possessions de Luttange, Veimberg, Chel Kirns, Guelange, Maney, Telange, Rexange i Cons, a l'actual departament del Mosel·la.

## Biografia
Ek 1718 assolí el grau d'alferes i subtinent de granaders el 1720 i tinent en 1728. Participà en el setge de Gibraltar de 1727 i en la batalla de Bitonto (1734). El 1743 va assolir el grau de capità. Va arribar al grau de tinent general de la Guàrdia Valona. Entre 1773 i 1777 fou capità general de Catalunya. El seu mandat es caracteritzà pels seus enfrontaments amb la Reial Audiència de Catalunya a causa de la seva feblesa de caràcter.
Un parent seu, Josep de Cabanes, es va establir a Solsona i fou pare de Màrius de Cabanes i avi de Josep Marià de Cabanes i d'Escofet.